# El problema de la filosofía hispánica
El problema de la filosofía hispánica es un ensayo filosófico de Eduardo Nicol publicado por primera vez en 1961.
Consta de tres partes: «El problema de la filosofía hispánica», «La escuela de Barcelona» y «Ensayo sobre el ensayo»; aunque las dos últimas son más bien apéndices. Nicol, en congruencia con su obra anterior, afirma: «En tanto que el ser es expresión, no puede ningún ser humano hablar de una manera distinta sin ser distinto» (pag. 20). Hablando del porvenir de la filosofía hispánica y de la tarea que aguarda a los que filosofan en español, Nicol pone de relieve la agudeza, la noble pasión y el alto estilo que había mostrado en Historicismo y existencialismo y en La vocación humana.
Luis de Llera menciona la obra en términos de «la contribución téórica de más amplio alcance sobre la existencia y las posibilidades de la filosofía del Nuevo Mundo». La editorial Tecnos publicó el ensayo en 1961. En 2015 Ediciones Espuela de Plata publicó una nueva edición.